# Parti de la bonne volonté
Le Parti de la bonne volonté – en népalais : सद्-भावना पार्टी – est un parti politique du Népal, fondé en 2007 et dirigé par Rajendra Mahato, président, et Anil Kumar Jha, secrétaire général.
Fréquemment désigné, dans les médias népalais de langue anglaise et au niveau international, par la romanisation de son nom népalais : « Sadbhavana Party », il ne doit être confondu avec le Parti népalais de la bonne volonté (Anandidevi) (ou « Nepal Sadbhavana Party (Anandidevi) », dont il est issu, à la suite d'une scission.

## Assemblée constituante de 2008
Dans l'Assemblée constituante mise en place à la suite du scrutin du 10 avril 2008, le Parti national démocratique dispose de 9 sièges sur 601 :
- 4 députés (sur 240) élus au scrutin uninominal majoritaire à un tour ;
- 5 députés (sur 335) élus au scrutin proportionnel de liste à un tour ;
- 0 député (sur 26) nommé par le gouvernement intérimaire multipartite.

## Cabinet Pushpa Kamal Dahal
Depuis le 31 août 2008, le Parti de la bonne volonté est représenté, au sein du cabinet dirigé par Pushpa Kamal Dahal (alias « Prachanda »), par son président, Rajendra Mahato, nommé ministre du Commerce et de l'Approvisionnement.